# Hauswurfsendung
Die Hauswurfsendung ist eine unverlangte Massen-Mitteilung für den Briefkasten der Haushalte, hauptsächlich zu Werbezwecken. Sie wird von kommerziellen Zustellern oder freiwilligen Helfern einer Interessengruppe, nicht-adressiert oder teiladressiert in die Briefkästen der Haushalte geworfen.
Die Hauswurfsendung unterscheidet sich von der Postwurfsendung nur durch die Qualität der Zustellung: diese geschieht bei der Postwurfsendung meist durch offizielle Postboten.

## Verteilung
Oft verteilen Jugendliche, Kinder oder Rentner, bei geringfügigem Verdienst, die Hauswurfsendungen; vor allem in Form von:
kostenlosen Zeitungen, gratis Redaktionsblättern mit Werbeeinlagen, Handzetteln, Infoblättern, Werbebroschüren, allgemeinen Wurfsendungen, Verkaufsinfos und gratis Wochenblätter. Auch die Verteilung von unadressierten werbenden Gemeindeblättern, Gemeindebriefen und unadressierter Parteienwerbung durch freiwillige Helfer fällt unter diese Kategorie von Wurfsendungen.

## Schutz vor Hauswurfsendungen
Der Empfänger kann sich gegen unverlangte, nicht adressierte, unerwünschte Hauswurfsendungen, schützen, indem er mit einem Aufkleber an seinem Briefkasten darauf hinweist, dass Werbung nicht erwünscht ist. Dieser Hinweis wird von seriösen Verteilern beachtet. Dabei gibt es verschiedene Texte auf den Aufklebern. z. B. Bitte keine Werbung und kostenlose Zeitungen einwerfen, ein allgemeines Werbeverbot wie Keine Werbung einwerfen oder eine Aufzählung der unerwünschten Werbemittel. Postzusteller und Prospektverteiler dürfen hier weder Hauswurfsendungen noch Postwurfsendungen einwerfen (Urteil BGH Az. VI ZR 182/88). Dies gilt auch für teiladressierte Sendungen, z. B. „An die Bewohner des Hauses Musterstraße 10, Musterstadt“. Persönlich adressierte Werbesendungen hingegen müssen von Postboten zugestellt werden. Meist gibt es kostenlose Aufkleber zum Bestellen oder zum Herunterladen bei der Abfallwirtschaft der einzelnen Städte.

### Gratis Wochenzeitungen
Bei redaktionellen Werbeblättern, gratis Wochenzeitungen oder kostenlosen Zeitungen mit Werbeeinlagen, reicht der Hinweis 'keine Werbung' nicht aus, um sich vor deren unerwünschte Zustellung zu schützen. Hier muss der Hinweis 'keine Werbung' noch um den Zusatz keine kostenlosen Zeitungen oder keine kostenlosen Zeitungen, Handzettel, Wurfsendungen und Wochenblätter ergänzt werden (OLG Karlsruhe, Urteil vom 12. Juli 1991, AZ: 15 U 76/91).
Einige Versender von persönlich adressierter Werbung gleichen ihren Adressdatenbestand gegen die Robinsonliste ab. Ein Eintrag in der Robinsonliste soll gegen einen Teil der persönlich adressierten unerwünschten Werbung helfen.